# Air (Stargate)
Pour les articles homonymes, voir Air (homonymie).
Air est le triple épisode qui marqua le début de la série télévisée Stargate Universe.

## Résumé

### Première partie
Eli Wallace a réussi à résoudre une équation mathématique implantée dans un jeu en ligne par le Stargate Command (SGC). C'est pour cette raison que le Dr Nicholas Rush et le général Jack O'Neill recrutent Eli pour le programme Icare. Le projet a pour but de composer une adresse à neuf chevrons avec la Porte des étoiles. La solution d'Eli est la clé pour contrôler les niveaux de puissance d'énergie qui alimentent la porte. Il est téléporté depuis la Terre à bord du Hammond, un vaisseau de la classe Dédale, qui part pour la base Icare. Au cours du voyage, il rencontre Chloe Armstrong, fille du sénateur Alan Armstrong.
À la base top secrète Icare, le groupe est accueilli par le colonel Everett Young, le colonel David Telford et le lieutenant Matthew Scott. La solution d'Eli est intégrée au système mais la tentative d'établir un vortex échoue malgré tout. Pendant le dîner, trois vaisseaux Ha'tak, que l'on pense être sous le contrôle de l'Alliance luxienne, attaquent la planète. L'évacuation de la base est déclenchée pendant que le Hammond, commandé par Samantha Carter et un escadron de F-302, dirigé par le colonel Telford, engagent la bataille contre l'ennemi. Rush, désespéré de ne pas voir son projet réussir, s'efforce avec l'aide d'Eli, de comprendre ce qui ne fonctionne pas. Eli suggère que l'adresse qu'ils utilisent est mauvaise et doit être composée comme s'ils étaient sur Terre. Rush interrompt la séquence d’encodage des chevrons pour la Terre et teste la théorie d'Eli, qui réussit. Avec l’instabilité de la planète qui est critique et manquant toute autre chance d'évacuation, les survivants restant dans la base (80 personnes) sont forcés d’aller à leurs risques et périls vers une destination inconnue. La planète explose peu après que tout le monde soit évacué, détruisant les trois vaisseaux Ha'tak. Le Hammond survit, mais le sort de ceux qui étaient dans la base reste un mystère pour le SGC.

### Deuxième partie
L’improbable équipe d’expédition arrive sur le Destinée, un vaisseau Ancien situé à des milliards d'années lumières de la Terre. Le vaisseau entre en vitesse supra luminique (VSL) peu après que la porte des étoiles s'arrête. Rush utilise un dispositif de communication Ancien pour contacter le SGC, en prenant le contrôle du scientifique Bill Lee sur Terre. Lorsqu'il revient, Rush prétend que le général O’Neill l’a nommé responsable de l'expédition, bien que les autres ne soient pas sûrs de le croire. Entre-temps, le vaisseau, ayant subi des millénaires d'usure, a son système de survie défectueux et une brèche dans la coque de l'une de ses navettes qui ne peut être scellée uniquement de l'intérieur. Le sénateur Armstrong apprenant cela, et étant déjà gravement blessé, sacrifie sa vie pour sceller la navette et permet de gagner du temps pour l'équipe. Toutefois, les systèmes vitaux ne sont pas réparables facilement. Les épurateurs à CO2 sont décomposés, et au bout d'une journée, la concentration en dioxyde de carbone tuera tout le monde. Le Destinée, apparemment conscient du problème, sort de VSL et compose l'adresse de la porte des étoiles d’une planète désertique recélant un élément nécessaire pour réparer les épurateurs. Un compte à rebours de 12 heures commence, à la fin de ce compte à rebours, le Destinée repassera automatiquement en VSL.

### Troisième partie
Sur la planète déserte, la recherche commence afin de trouver une source appropriée de calcite pour filtrer l'air sur le Destinée. Le sable en lui-même n'a pas une concentration assez élevée de calcite pour être utile, l'équipe se lance donc à la recherche d'une ancienne source d'eau tarie, qui devrait avoir de nombreux dépôts de calcaire. Le groupe se divise en deux : Rush, Greer et Scott forment un groupe, tandis que Wallace mène le reste dans une autre direction. Après plusieurs essais infructueux, certains du groupe de Wallace abandonnent la recherche, et ont, au contraire, l'intention de passer par la Porte des étoiles pour aller vers une des quatre planètes repérées par le Destinée et dont les codes étaient verrouillés. Lorsque Wallace en informe les autres, Scott envoie Rush et Greer les stopper, pensant qu'ils iraient vers une mort certaine et se rendent à temps à la Porte pour empêcher un des membres de l'équipe de la traverser, mais deux autres y parviennent.
À bord du vaisseau, Chloe et Young utilisent les pierres de communication pour entrer en contact avec la Terre, ce qui permet à Chloe d’informer sa mère de sa situation et de la mort de son père, le sénateur Armstrong. Entre temps, Young est encouragé par le général O' Neill à réparer le Destinée, en dépit des doutes que nourrit le colonel sur l'aptitude de son équipage à faire face. O 'Neill insiste sur le fait que personne n'est vraiment prêt pour ce genre de travail.
Dans sa recherche de la calcite, Scott découvre un étrange nuage de poussière tourbillonnant qui absorbe l'humidité. Il le suit jusqu'à trouver le site tant recherché. Le nuage semble alors creuser le sol et en faire jaillir de l'eau. Scott prend autant de calcite que possible dans son sac et retourne tant bien que mal vers la porte. Greer le retrouve et l’aide tout au long du chemin. L'équipe renvoie la calcite avec succès, qui est utilisée pour recharger les épurateurs de CO2. Tout le monde commence à respirer plus facilement. À la toute fin de l'épisode, on voit brièvement un vaisseau inconnu se détacher du Destinée.

## Distribution
- Robert Carlyle : Dr Nicholas Rush
- Justin Louis : Everett Young
- Brian J. Smith : Matthew Scott
- Elyse Levesque : Chloe Armstrong
- David Blue : Eli Wallace
- Alaina Huffman : Tamara Johansen
- Jamil Walker Smith : Ronald Greer
- Ming-Na : Camile Wray
- Richard Dean Anderson : Jack O'Neill
- Amanda Tapping : Samantha Carter
- Michael Shanks : Daniel Jackson
- Ona Grauer : Emily Young
- Peter Kelamis : Adam Brody
- Mark Burgess : Jeremy Franklin
- Gary Jones : Walter Davis
- Martin Christopher : Kevin Marks
- Bill Dow : Bill Lee
- Bradley Stryker : Curtis
- Christopher McDonald : Alan Armstrong
- Lou Diamond Phillips : Colonel David Telford
- Jennifer Spence : Lisa Park
- Julia Anderson : Vanessa James
- Haig Sutherland : Sergent Riley
- Patrick Gilmore : Dale Volker
- Josh Blacker : Spencer
- Jeffrey Bowyer-Chapman : Darren Becker
- Christina Schild : Andrea Palmer
- Andrew Dunbar : Gorman
- Jim K. Chan : Sims

 Sauf indication contraire, les informations mentionnées dans cette section peuvent être confirmées par la base de données cinématographiques IMDb,  présente dans la section « Liens externes ».

## Production

### Conception
Air est tout d'abord apparu en décembre 2008, comme titre de travail pour l'épisode pilote de Stargate Universe, où il a été décidé qu'il sera un épisode en trois parties, en accord avec le producteur exécutif, Joseph Mallozzi. Avec le casting principal, plusieurs des anciens personnages de Stargate SG-1 firent une apparition pour ce pilote, y compris Michael Shanks, qui a repris son rôle en tant que docteur Daniel Jackson dans un caméo, Richard Dean Anderson en tant que général Jack O'Neill, Gary Jones qui joue Walter Harriman, Amanda Tapping pour Samantha Carter, Bill Dow en tant que docteur Bill Lee et Martin Christopher comme Kevin Marks. Christopher McDonald de Happy Gilmore et de Requiem for a Dream a fait une brève apparition en tant que sénateur Alan Armstrong, père de Chloe Armstrong (Elyse Levesque). Une autre guest-star, Ona Grauer, précédemment connu pour jouer l’ancienne Ayiana dans l'épisode Prisonnière des glaces de Stargate SG-1 et Une nouvelle ère de Stargate Atlantis, fera certaines apparitions en tant que la femme du colonel Everett Young.

### Tournage
Le tournage du premier épisode de la série commença le 18 février 2009 sur les plateaux 2, 4 (décors du Destinée) et 5 (décors de la Base Icare) aux Bridge Studios à Vancouver (Canada). La première partie dans la base Icare a été tournée sur les plateaux de l'ancien SGC de Stargate SG-1 après reconstruction des décors.
Les scènes du désert de la première planète explorée par l'équipage du Destinée ont été tournées dans le désert du Nouveau-Mexique autour de la ville d'Alamogordo aux États-Unis.
Le jeu auquel Eli Wallace joue au début de la première partie et qui lui vaut d'être recruté pour le projet Icare est un aperçu faisant référence à Stargate Worlds, un MMORPG de la franchise Stargate qui finalement sera annulé un an plus tard.
Michael Shanks qui joue le rôle du docteur Jackson dans Stargate SG-1 et Atlantis a tourné six vidéos explicatives sur le projet porte des étoiles et sur les découvertes qui y sont liées. Durant le voyage en vaisseau, Eli Wallace regarde ces vidéos. N'ayant pas toutes été incluses au montage final, elles ont été diffusées sur internet et font également partie des bonus DVD de la saison 1.

### Musique
La musique du générique de fin de la 3e partie de l'épisode, est tirée du morceau Breathe d'Alexi Murdoch.

## Réception

### Audiences
Pour la première diffusion de ce premier épisode de la série, les deux premières parties ont été vues par 2,35 millions de téléspectateurs aux États-Unis sur Syfy le 2 octobre 2009. Une semaine plus tard, la troisième partie réalise ce qui sera la meilleure audience de la première saison avec 2,45 millions de téléspectateurs.

### Critiques
Joseph Dilworth Jr. du site Pop Culture Zoo note que même si le principe n'est pas nouveau (un groupe de personnes bloquées sur un vaisseau spatial loin de chez eux), ce premier épisode place la série en héritage de Star Trek: Voyager, Firefly et même de Battlestar Galactica. Il est également très satisfait de la distribution notamment avec l'acteur Robert Carlyle qui joue le rôle du leader Nicholas Rush, un personnage ambigu qui, bien qu'il soit surement le seul capable de ramener les autres chez eux, pourrait ne pas le faire juste pour satisfaire sa propre curiosité.
Le critique du site IGN, Ramsey Isler, attribue au pilote une note de 8.8⁄10, il apprécie la nouvelle ambiance : plus sombre et dramatique que le reste de la franchise qui était plus axée sur l'exploration.

### Récompenses et nominations
La première partie n'a rien remportée aux Gemini Awards alors qu'elle avait été nommée dans deux catégories : meilleure réalisation pour Andy Mikita et meilleur effets visuels pour l'équipe de Mark Savela. Après une nouvelle nomination aux Emmy Awards, l'équipe des effets spéciaux remporta finalement une récompense aux Leo Awards pour cet épisode.
L'ensemble de l'épisode a également été nommé aux VES Awards dans la catégorie meilleurs effets spéciaux sans succès puisque c'est l'épisode final de Battlestar Galactica qui a été récompensé.